# Ichneumon lanio
Ichneumon lanio là một loài tò vò trong họ Ichneumonidae.